# Сочи
Сочи (рус. Сочи, абх. Шəача, адиг. Шъачэ) град је на југу Русије, смештен на североисточној обали Црног мора. Налази се на територији Краснодарске покрајине, на око 1.620 км јужно од Москве, и административно је седиште Сочинског округа. 
Са више од пола милиона становника у агломерацији, Сочи је трећи по величини град у покрајини, одмах после Краснодара и Новоросијска. Познат је и као „летња и туристичка престоница Русије” и један је од најзначајнијих привредних, културних, туристичких и спортских центара на југу Русије.
Град Сочи је био домаћин XXII зимских Олимпијских игара и Светског првенства у фудбалу 2018. године.

## Географија

### Клима
| Клима (Сочи)               | Клима (Сочи) | Клима (Сочи) | Клима (Сочи) | Клима (Сочи) | Клима (Сочи) | Клима (Сочи) | Клима (Сочи) | Клима (Сочи) | Клима (Сочи) | Клима (Сочи) | Клима (Сочи) | Клима (Сочи) | Клима (Сочи)  |
| Показатељ \ Месец          | .Јан.        | .Феб.        | .Мар.        | .Апр.        | .Мај.        | .Јун.        | .Јул.        | .Авг.        | .Сеп.        | .Окт.        | .Нов.        | .Дец.        | .Год.         |
| -------------------------- | ------------ | ------------ | ------------ | ------------ | ------------ | ------------ | ------------ | ------------ | ------------ | ------------ | ------------ | ------------ | ------------- |
| Средњи максимум, °C (°F)   | 9,4 (48,9)   | 9,8 (49,6)   | 12,1 (53,8)  | 16,6 (61,9)  | 20,2 (68,4)  | 24,0 (75,2)  | 26,7 (80,1)  | 27,1 (80,8)  | 24,2 (75,6)  | 19,9 (67,8)  | 15,1 (59,2)  | 11,4 (52,5)  | 18,0 (64,4)   |
| Просек, °C (°F)            | 5,7 (42,3)   | 6,0 (42,8)   | 8,1 (46,6)   | 12,3 (54,1)  | 16,0 (60,8)  | 20,0 (68)    | 22,9 (73,2)  | 23,0 (73,4)  | 19,6 (67,3)  | 15,4 (59,7)  | 10,9 (51,6)  | 7,8 (46)     | 14,0 (57,2)   |
| Средњи минимум, °C (°F)    | 3,1 (37,6)   | 3,2 (37,8)   | 5,1 (41,2)   | 9,0 (48,2)   | 12,5 (54,5)  | 16,3 (61,3)  | 19,2 (66,6)  | 19,3 (66,7)  | 16,0 (60,8)  | 12,1 (53,8)  | 7,9 (46,2)   | 5,0 (41)     | 10,7 (51,3)   |
| Количина падавина, mm (in) | 179 (70,5)   | 118 (46,5)   | 109 (42,9)   | 116 (45,7)   | 93 (36,6)    | 91 (35,8)    | 122 (48)     | 135 (53,1)   | 135 (53,1)   | 158 (62,2)   | 191 (75,2)   | 197 (77,6)   | 1,644 (647,2) |
| [ тражи се извор ]         |              |              |              |              |              |              |              |              |              |              |              |              |               |

## Историја
Од 6. до 15. века област каснијег града Сочи припадала је православној краљевини Абхазији. Још увек се могу наћи трагови једне византијске базилике из 11. века. Од 15. века ову област су освојили Турци. Коначно, после успешног рата против Турака, ова област је уговорно прешла под руску власт 1829. године. 
Сочи је основан 1838. године под именом Александрија као војно утврђење. 1896. насеље је добило ранг града и данашње име. У Совјетском Савезу град се развијао као туристичко место, нарочито након што је Стаљин у близини подигао своју дачу. 

## Опис града
Клима у Сочију је изванредна: благе зиме и дуга лета. У близини града и купалишта на Црном мору постоје и бање, тако да град посећује око 4 милиона туриста годишње. Лети се одржава и филмски фестивал. 
Сочи лежи у једном изузетном пределу у близини Кавказа. Са плажа се виде врхови планина стално покривених снегом. У самом граду приметна је суптропска вегетација. Град је пун паркова и архитектуре у стаљинистичком стилу.

## Становништво
Према прелиминарним подацима са пописа, у граду је 2010. живело 343.285 становника, 14.476 (4,40%) више него 2002.
| 1939.  | 1959.  | 1970.   | 1979.   | 1989.   | 2002.   | 2010.   |
| ------ | ------ | ------- | ------- | ------- | ------- | ------- |
| 71.307 | 93.461 | 132.744 | 287.353 | 336.514 | 328.809 | 343.334 |

## Партнерски градови
- Чачак
- Челтнам
- Ментон
- Римини
- Еспо
- / Украјина Керч
- Трапезунт
- Парну
- Вејхај
- Сидон
- Лас Пињас
- Лонг Бич
- Баден-Баден